# José Roberto Figueroa
Pour les articles homonymes, voir Figueroa.
José Roberto Figueroa Padilla (né le 15 décembre 1959 à Olanchito au Honduras et mort le 25 mai 2020 à San Francisco (États-Unis)) est un footballeur international hondurien qui évoluait au poste d'attaquant.

## Biographie

### Carrière en club
José Roberto Figueroa joue au Honduras, en Espagne, et enfin au Costa Rica.
Il dispute 156 matchs au sein des championnats espagnols, inscrivant 64 buts. Il marque notamment 22 buts en première division. Il inscrit 14 buts lors de la saison 1982-1983, puis 15 buts lors de la saison 1985-1986 ; ces deux saisons étant jouées en deuxième division.
Il remporte au cours de sa carrière un titre de champion du Honduras, et deux titres de champion d'Espagne de deuxième division.

### Carrière en sélection
José Roberto Figueroa joue 28 matchs en équipe du Honduras, inscrivant 14 buts, entre 1980 et 1985.
Il dispute onze matchs entrant dans le cadre des éliminatoires du mondial 1982, et neuf entrant dans le cadre des éliminatoires du mondial 1986. Il inscrit 13 buts lors de ces éliminatoires.
Il figure dans le groupe des sélectionnés lors de la Coupe du monde de 1982. Lors du mondial organisé en Espagne, il joue trois matchs : contre le pays organisateur, contre l'Irlande du Nord, et enfin contre la Yougoslavie.

## Palmarès
| Vida - Championnat du Honduras (1) : - Champion : 1981. |  | Real Murcie - Champion d'Espagne de D2 (2) : - Champion : 1982-83 et 1985-86. |